# Próbababa (emberalak)

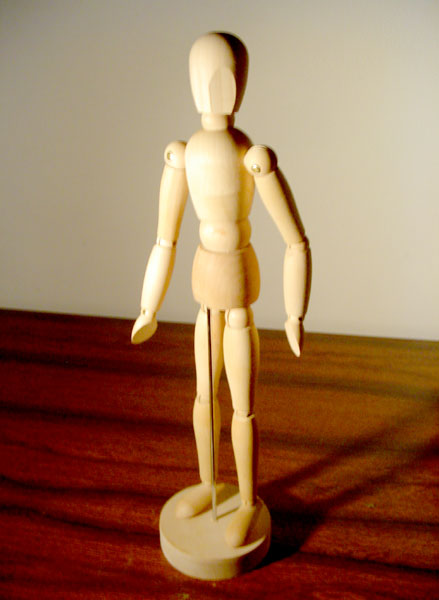
Próbababa

A próbababa többnyire állítható helyzetű végtagokkal rendelkező, ember formájú és méretű alak öltözékek bemutatására vagy alakra igazítására, esetleg más célra, ami az emberi test viselkedésének bemutatására vagy vizsgálatára alkalmas.

## Történet
Már a reneszánsz korában és később is alkalmaztak festőművészek emberi alakú figurákat, hogy azokat felöltöztetve hűen tudják visszaadni a ruhadarabok formáját, redőit, fényeit.
A 18. században kezdetben fából vagy drótból készült próbababák (szabóbabák) csak az emberi alak törzsét mintázták (fej és végtagok nélkül), céljuk az volt, hogy segítsék a szabókat a ruha elkészítésében. A 19. században Franciaországban kialakult európai divat újdonságait már kezdték teljesen emberi alak formájú próbababákon (mannequin – ejtsd: manöken) bemutatni. A 20. században azután alkalmazási területeik kibővültek.

## Mai alkalmazási területek

### Hagyományos alkalmazások
A próbababák alkalmazási területe ma is elsősorban a ruhaipar, ahol ezeken most is a félkész vagy kész ruhadarabok kipróbálása, formázása a cél, emellett igen nagy jelentőségük van a ruházati kereskedelemben, ahol a kirakatbábukon kész ruhadarabok, öltözékek – sokszor látványos – bemutatását teszik lehetővé kirakatokban, kiállításokon.

### Tudományos alkalmazások
Különlegesen kialakított próbababákon végzik a ruházatfiziológiai vizsgálatokat, amelyek annak megállapítására irányulnak, hogy milyen hatással vannak különböző környezeti körülmények a ruházatot viselő ember szervezetére. A ruházat viselésének egyik legfontosabb célja, hogy megvédje az ember szervezetét a klimatikus viszonyok (hőmérséklet, légnedvesség) változásaitól, túlzott – a szervezet számára esetleg már káros – értékeitől, és ezzel elősegítse a kellemes közérzet fenntartását. Ennek vizsgálatára a klímakamrában elhelyezett és a célnak megfelelő műszerekkel felszerelt próbababát felöltöztetik a vizsgálat tárgyát képező ruhába és mérik a ruházat belsejében kialakuló hőmérsékletet, nedvességtartalmat. Az emberi test külső hőmérséklete ugyanis kb. 36 °C, ennél magasabb hőmérsékleten már nem tud hőt leadni és károsan túlhevül. Nedves környezetben (pl. izzadt állapotban) azonban ez a megengedhető hőmérséklet csökken: minél több a víz a körülöttünk lévő levegőben, annál kevésbé tudjuk párolgással hűteni a bőrünk felszínét. Ezért fontos ezeknek az értékeknek a ruházaton belüli mérése.
A próbababa az elsősegélynyújtási gyakorlatokban is fontos szerephez jut. Az ún. CPR baba csak a fejből és a törzs felső részéből kialakított torzó. Ezen lehet gyakorolni azt a sürgősségi eljárást, amit a vérkeringés, illetve a légzés leállásakor kell végezni.

## Jegyzet
1. ↑  A CPR az angol cardiopulmonary resuscitation – magyarul: szív tüdő újraélesztés – kifejezés rövidítése.[8]